# 마쓰치역
마쓰치역(일본어: 真土駅)은 일본 에히메현 기타우와군 마쓰노정에 위치한 시코쿠 여객철도 요도 선의 철도역이다. 역 번호는 G36이며, 단선 승강장 1면 1선의 구조를 갖춘 지상역이다. 역 부근엔 차밭이 펼쳐져 있다.

## 역사
- 1960년 10월 1일 : 일본국유철도의 역으로서 개업.
- 1987년 4월 1일 : 일본국유철도 분할 민영화에 인해, 시코쿠 여객철도가 승계.

## 인접 역
| 시코쿠 여객철도 요도 선   | 시코쿠 여객철도 요도 선 | 시코쿠 여객철도 요도 선         |
| ------------------------- | ----------------------- | ------------------------------- |
| G 35 니시가호 와카이 방면 | 요도 선                 | 요시노부 G 37 기타우와지마 방면 |